# Strongylacidon rubrum
Strongylacidon rubrum är en svampdjursart som beskrevs av van Soest 1984. Strongylacidon rubrum ingår i släktet Strongylacidon och familjen Chondropsidae. Inga underarter finns listade i Catalogue of Life.